# میخاووویتسه (استان اشوی‌داشکسیه)
میخاووویتسه (به لهستانی: Michałowice) یک منطقهٔ مسکونی در لهستان است که در گمینا چارنوچین (استان اشوی‌داشکسیه) واقع شده‌است.